# Лосано, Хорхе Эдуардо
Хорхе Эдуардо Лосано (исп. Jorge Eduardo Lozano; 10 февраля 1955 год, Буэнос-Айрес, Аргентина) — аргентинский прелат. Титулярный епископ Фурнос Майора и вспомогательный епископ Буэнос-Айреса с 4 марта 2000 по 22 декабря 2005. Четвёртый епископ Гуалегуайчу с 22 декабря 2005 по 31 августа 2016. Архиепископ-коадъютор Сан-Хуана-де-Куйо с 31 августа 2016 по 17 июня 2017. Архиепископ Сан-Хуана-де-Куйо с 17 июня 2017.

## Биография
Родился 10 февраля 1955 года в Буэнос-Айресе, Аргентина. Окончил Индустриальную школу имени Отто Краузе (Escuela Industrial de la Nación «Otto Krausse») и колледж по специальности «электротехника» (1973). Изучал инженерное дело в Национальном технологическом университете (Universidad Tecnológica Nacional (UTN)). В возрасте 22 лет поступил в высшую духовную семинарию архиепархии Буэнос-Айреса. Завершил своё богословское образование в Католическом университете Аргентины. 3 декабря 1982 года был рукоположён в священники для служения в архиепархии Буэнос-Айреса.
Служил викарием в приходах Святого Игнатия Лойолы (1983—1985), Пресвятой Девы Марии (1985—1988) и с 1989 года — настоятелем в приходе Вознесения Пресвятой Девы Марии. С 1990 по 1992 год — член епископской комиссии по образованию.
4 января 2000 года Папа Римский Иоанн Павел II назначил его вспомогательным епископом архиепархии Буэнос-Айреса и титулярным епископом Фурноса Великого. 25 марта 2000 года в соборе Пресвятой Троицы в Буэнос-Айресе состоялось его рукоположение в епископы, которое совершил архиепископ Буэнос-Айреса Хорхе Мария Бергольо в сослужении с епископом Сан-Мартина Раулем Омаром Росси и вспомогательным епископом архиепархии Буэнос-Айреса Марио Хосе Серрой.
25 марта 2005 года Римский папа Бенедикт XVI назначил его епископом Гуалегуайчу. Торжественная интронизация состоялась 11 марта 2006 года.
Участвовал в работе комиссии по социальной деятельности Конференции католических епископов Аргентины.